# Медаль Diligentiae
Медаль Diligentiae —медаль, заснована в 1767 році королем Станіславом Августом , за для відзнаки курсантів кадетського корпусу  Лицарської школи (Академії Шляхетного корпусу Його Величності та Речі Посполитої), як почесна відзнака за старанність у науці. Медаль мала два статуси: золота та срібна.

## Опис нагороди
Медаль виготовляли круглої форми, в золоті мала діаметр 26 мм у сріблі 36,5 мм, На аверсі, під короною, була королівська монограма "SAR", оточена вінком з лаврового листя , перев'язаного внизу бантиком. На реверсі був напис латиною: DILI / GEN / TIAE / ("Старання") всередині обідка з дубового листя, перев’язано внизу бантом. Автором дизайну медалі був Хольцхауссер (Holzhaeusser). Медаль носили з лівого боку грудей, на блакитній або малиновій стрічці.

## Нагородження
Король особисто нагороджував кадетів на прохання керівництва Лицарської школи. Спочатку медаль отримували лише курсанти. Після 1784 р. Король розширив коло учнів, які могли нагороджуватись медаллю, на учнів провінційних шкіл (молодших шкіл) та осіб, відзначених за добре навчання Коро́ною Королі́вства По́льського та Великого князівства Литовського.. Церемонія на право нагородження медалями була делегована представникам державних органів влади та церкві. Але король все ж нагороджував почесних осіб, наприклад, у 1784 році король святкував 20-ту річницю своєї коронації у Білостоці . Під час цієї церемонії король особисто нагородив учнів шкіл. Медаллю нагороджували до 1792 року.

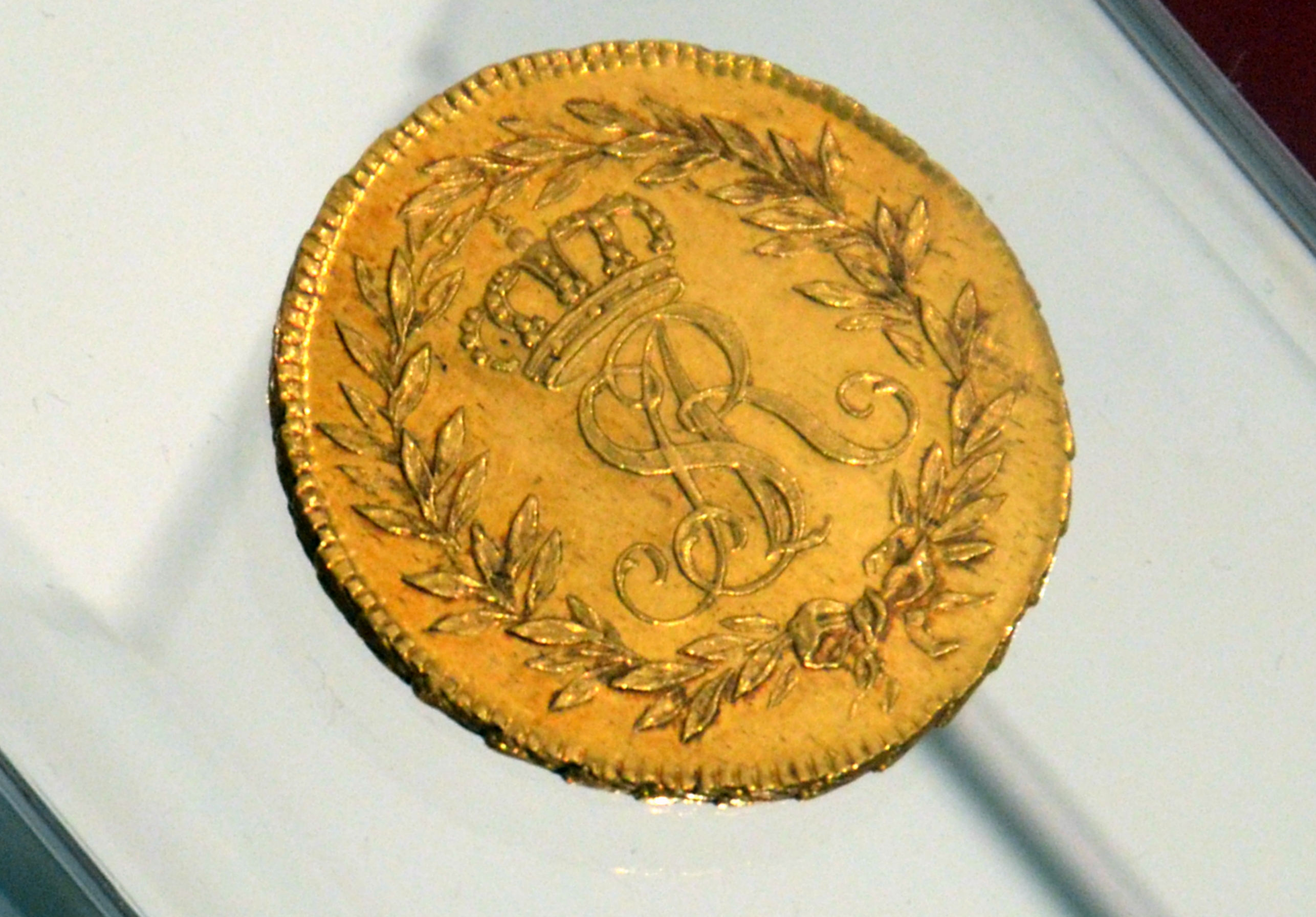
реверс медалі